# Pleistocenní megafauna

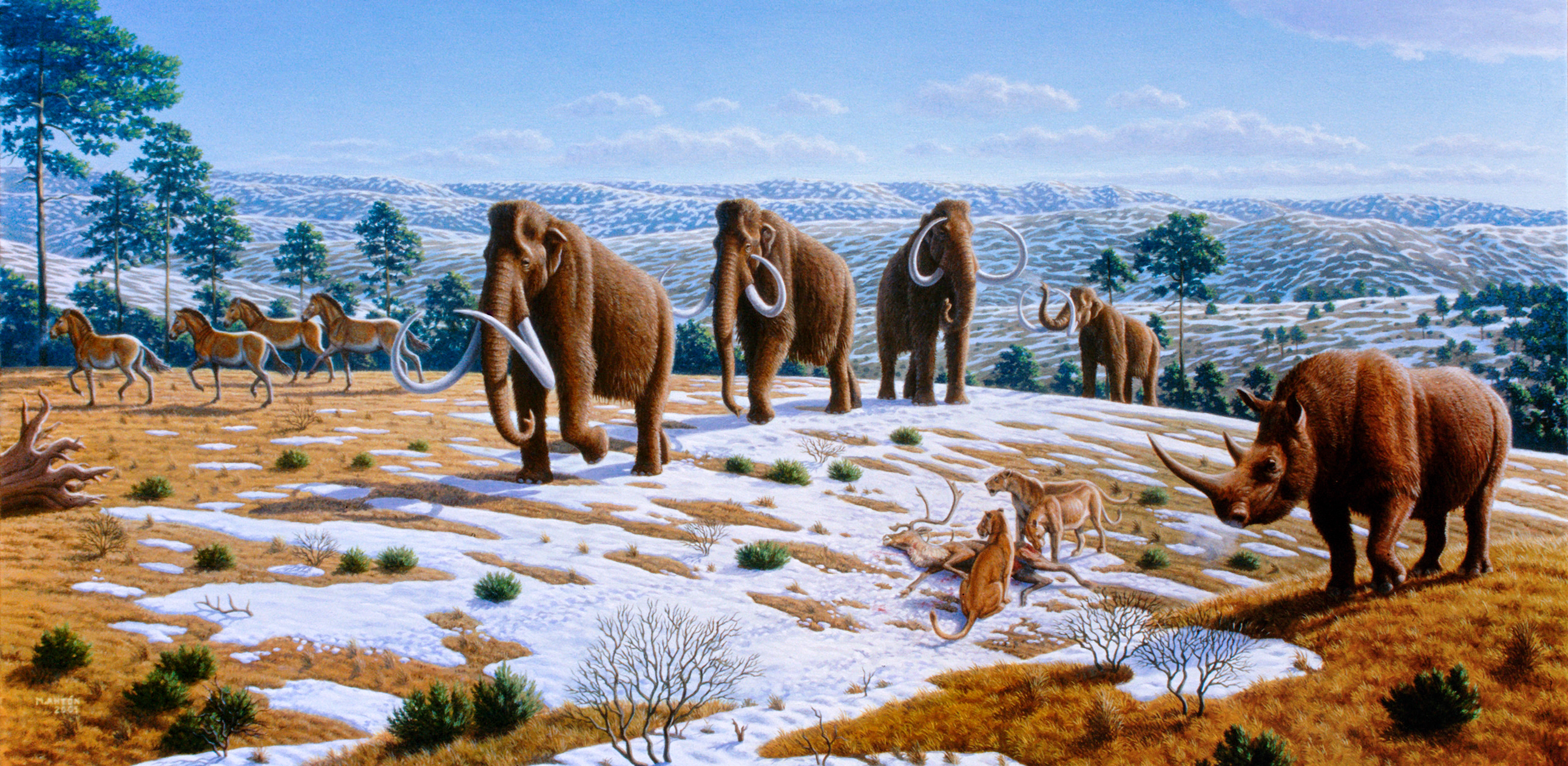
Rekonstrukce scenérie z pozdního pleistocénu v severním Španělsku od Mauricia Antóna

Pleistocenní megafauna je souhrnný termín používaný k označení velkých živočichů, tzv. megafauny, rozšířených na Zemi během pleistocénu a vyhynulých na přelomu čtvrtohor. Existuje několik hypotéz o důvodech jejich vyhynutí. Patří k nim zintenzivňující se lov, který měl patrně největší dopad na megafaunu, změny klimatu, epidemie a kataklyzma v důsledku dopadu asteroidu, podobně jako se to stalo v případě dinosaurů. Je také možné, že k jejímu zániku přispělo více faktorů.

## Paleoekologie

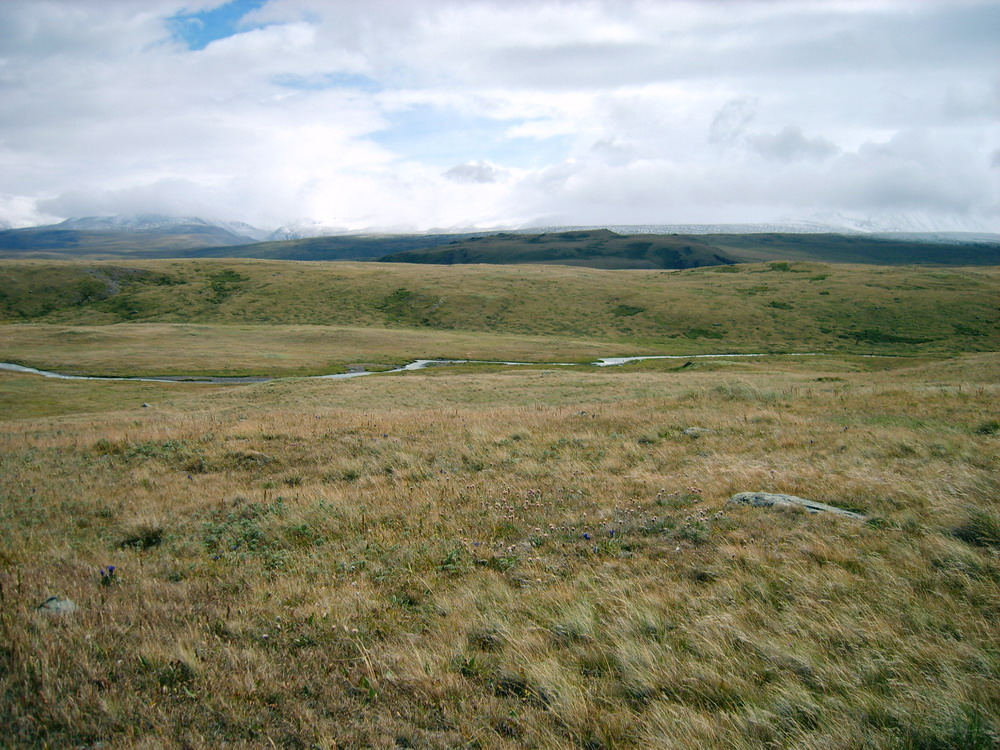
Jeden z posledních dochovaných pozůstatků mamutí stepi

Poslední doba ledová, která trvala před 125 000 až 14 500 lety, byla posledním glaciálním obdobím, které probíhalo na konci pleistocénu. Doba ledová dosáhla svého vrcholu během posledního ledovcového maxima, kdy se ledové příkrovy začaly před 33 000 lety rozšiřovat a svého maxima dosáhly před 26 500 lety. Deglaciace začala na severní polokouli přibližně před 19 000 lety a na Antarktidě přibližně před 14 500 lety. To podporuje hypotézu, že právě tání ledovců bylo primárním zdrojem prudkého vzestupu hladiny moře před 14 500 lety.
Rozsáhlé mamutí stepi se táhly od Pyrenejského poloostrova přes Eurasii, přes Beringii až po Aljašku a Yukon, kde je zastavilo zalednění Wisconsin. Tento most existoval díky tomu, že větší množství vody na Zemi bylo vázáno v ledovcích, a proto ležela hladina moře níž. Když začaly hladiny moří stoupat, byl tento most před 11 000 lety zaplaven. Během posledního ledovcového maxima byl evropský kontinent mnohem chladnější a sušší než dnes. Na severu byla polární poušť a zbytek pokrývaly stepi a tundra. Lesy téměř neexistovaly, s výjimkou izolovaných refugií v pohořích jižní Evropy.
Fosilní záznamy z většiny kontinentů poukazují na vymírání především velkých druhů zvířat na konci posledního zalednění. Vědci často definují megafaunu jako soubor zvířat s tělesnou hmotností dospělého jedince přesahující 45 kg. V celé Eurasii Palaeoloxodon antiquus vyhynul před 100 000 až 50 000 lety. Druhy jako medvěd jeskynní (Ursus spelaeus), nosorožci rodu Stephanorhinus, antilopy rodu Spirocerus a hroši Hippopotamus antiquus vymřely před 50 000 až 16 000 lety. Nosorožci srstnatí (Coelodonta atiquitatis) a mamuti (Mammuthus) vymřeli před 16 000 až 11 500 lety. Megaloceros vyhynul přibližně před 11 500 lety, přičemž poslední refugium na západní Sibiři přežilo až do doby před 7 700 lety. Skupina mamutů přežila na Wrangelově ostrově až do doby před 4 500 lety. Jak vymírala velká kořist, vymírali i jejich predátoři. Mezi nimi byla i kočkovitá šelma Homotherium, která vyhynula před 28 000 lety, lev jeskynní (Panthera spelaea), který vyhynul před 11 900 lety a levhart skvrnitý (Panthera pardus), který v Evropě vymizel před 27 000 lety.
Pozdní pleistocén byl charakteristický řadou prudkých a rychlých podnebných oscilací s místními teplotními změnami až o 16 °C, což je v korelaci s vyhynutím pleistocenní megafauny. Neexistují doklady o vymírání na vrcholu posledního glaciálního maxima, což naznačuje, že rostoucí chlad a zalednění nebyly hlavními příčinami extinkce. Několikrát se také stalo, že jeden druh byl rychle nahrazen jiným druhem stejného rodu nebo jedna populace byla nahrazena populací téhož druhu pocházející z jiné oblasti.
Předci moderních lidí se poprvé objevili ve východní Africe před 195 000 lety. Před 60 000 lety došlo k migraci Homo sapiens z Afriky. Jedna z těchto skupin dosáhla přibližně před 50 000 lety střední Asie. Odtamtud se dostali do Evropy. Zde nejstarší nalezené lidské ostatky datované do období před 45 000 až 43 000 lety pocházejí z Itálie a Velké Británie a nálezy z ruské Arktidy jsou datované do doby před 40 000 lety. Další skupina lidí opustila střední Asii a dosáhla před 27 000 lety Jany na Sibiři, nacházející se daleko za polárním kruhem. Moderní lidé se poté před 20 000 až 11 000 lety dostali přes Beringův most do Severní Ameriky, a to po ústupu Wisconsinu a před tím, než byl most zaplaven vodou. Tito lidé pak osídlili celou Ameriku. V oblasti úrodného půlměsíce se začalo před 11 500 lety rozvíjet zemědělství.

## Vymírání v pleistocénu
Ohledně vymírání v pleistocénu byly vytvořeny čtyři hlavní teorie. První z nich, jejímž původním autorem je geolog Paul S. Martin, vidí příčinu v extinkci megafauny v nadměrném lovu velkých zvířat moderními lidmi. Dalšími teoriemi jsou klimatické změny na konci poslední doby ledové, epidemie nebo kataklyzma v důsledku nárazu asteroidu. Je také možné, že k extinkci pleistocenních druhů přispělo více důvodů. Ačkoliv se tyto teorie vzájemně nevylučují, není zjevné co bylo hlavní příčinou extinkce. Megafauna mizela po příchodu lidí do dané oblasti, ale zároveň se oteplovalo podnebí. Velká velikost těla byla adaptací na chladnější podnebí, takže oteplování mohlo těmto velkým živočichům způsobovat stres. Většina fauny se tak časem vyvinula do menších druhů. Zároveň existují archeologické důkazy o rozsáhlém lidském lovu některých vyhynulých druhů zvířat, například mamutů v Severní Americe. Na druhou stranu v Austrálii neexistuje mnoho důkazů o vyhynulé megafauně, kromě velkého druhu ptáka Genyornis newtoni. Studie Nature Communications z roku 2017 určila za hlavní příčinu vyhynutí australské megafauny člověka. Na druhou stranu článek publikovaný v Science vidí hlavní důvod především ve změnách klimatu.

## Zasažené regiony

### Afrika

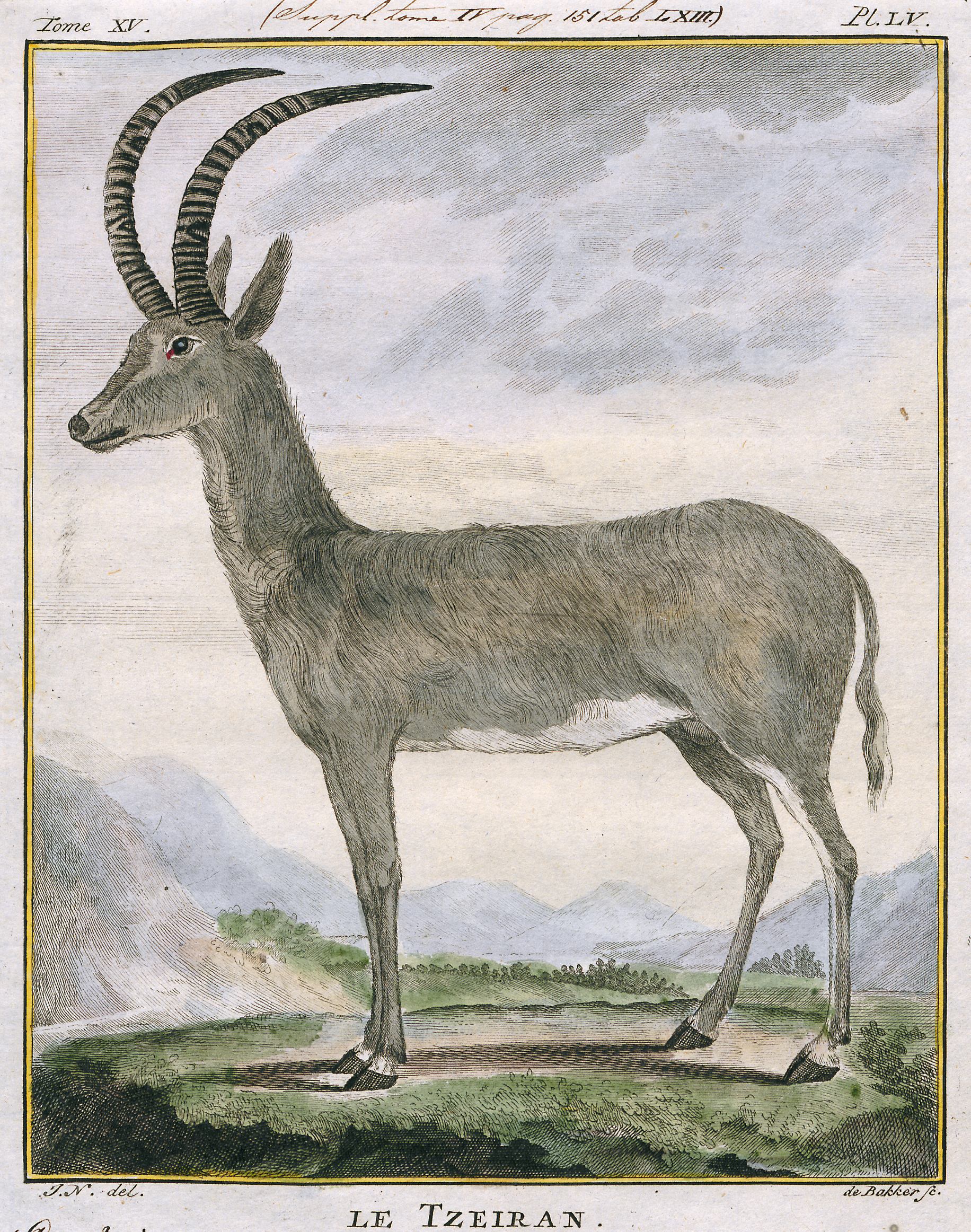
Ilustrace antilopy modré (Hippotragus leucophaeus) z roku 1778

Subsaharská Afrika je územím s největším počtem přežívajících druhů pleistocenní megafauny. Mezi tyto druhy patří slon africký (Loxodonta africana), slon pralesní (Loxodonta cyclotis), nosorožec dvourohý (Diceros bicornis), nosorožec tuponosý (Ceratotherium simum) a hroch obojživelný (Hippopotamus amphibius). Všechny tyto zmíněné druhy si udržely populace na africkém kontinentu i poté, co na počátku holocénu vymizely z Eurasie. To znamená, že všechny z největších býložravých rodů žijících v Africe v pleistocénu přežily dodnes. Obecně se odhady kvartérní africké megafauny, která vyhynula, odhadují na 5 až 18 %, což je výrazně méně než na ostatních kontinentech.
Vědci navrhli několik teorií, proč nebyla Afrika tolik zasažena vymíráním megafauny. Někteří vědci se domnívají, že závěr kvartéru byl v Africe ve srovnání s dalšími regiony méně studován. V důsledku toho existuje jen málo důkazů, z nichž by paleontologové dokázali čerpat informace při pokusu o vytvoření časové osy extinkce subsaharské fauny. Podle této teorie další výzkum lokalit s pozdně čtvrtohorními fosiliemi v oblasti subsaharské Afriky odhalí dosud neznámé vyhynulé taxony africké megafauny.
Další badatelé navrhli jiné vysvětlení relativního nedostatku vymřelých taxonů v Africe, která je odvozena od hypotézy o nadměrném lovu megafauny moderními lidmi. Podle této teorie bylo mnoho druhů vyhubeno nadměrným lovem brzy po příchodu lidí do nových oblastí. Na rozdíl od toho se v subsaharské Africe druhy megafauny vyvíjely po boku různých druhů hominidů žijících ve čtvrtohorní Africe. V důsledku toho se tyto druhy přizpůsobily, aby odolaly predátorskému působení člověka. To vedlo k tomu, že megafauna i lidé byli schopní koexistovat.
Dalším možným vysvětlením vymírání druhů v pleistocénu jsou rozsáhlé klimatické změny. Ovšem malá míra vyhynulých taxonů v Africe nemůže být vysvětlena pouze z hlediska podnebí, neboť v Jižní Americe, která v té době měla velmi podobné klimatické podmínky jako Afrika, k rozsáhlému vymírání došlo.
Navzdory vysoké úrovni kontinuity přítomné v africké megafauně od čtvrtohor do holocénu, existovalo několik druhů, které v tomto časovém úseku vyhynuly. Mezi nimi byl Syncerus antiquus, který vyhynul buď z důvodu změn klimatu, kvůli nadměrnému lovu, nebo působením kombinace obou faktorů. Začal mizet asi před 12 000 lety a zcela vymizel zhruba před 4 000 lety. Podobně vyhynul i druh zebry Equus capensis. Ta po celou dobu trvání čtvrtohor žila na celém území Afriky, ale na jejich konci vyhynula. Dalším příkladem je antilopa modrá (Hippotragus leucophaeus), jejíž populace se na počátku holocénu z důvodu změny stanovišť snížila. V době příchodu evropských kolonistů přežívala poslední izolovaná populace, která byla vyhubena lovem v kombinaci s další ztrátou přirozeného prostředí. Za vyhynulou je považována od roku 1800.

### Severní Amerika
Během vymírání v pleistocénu, ke kterému v Severní Americe došlo přibližně před 12 700 lety, vyhynulo 90 rodů savců s hmotností přesahující 44 kg. Mezi pozdně pleistocenní severoamerickou faunu patřili obrovští pozemní lenochodi, medvědi rodu Arctodus, několik druhů tapírů (například Tapirus californicus), pekari (například rod Platygonus nebo Mylohyus), lev americký (Panthera artox), obří želvy, kočkovité šelmy rodu Miracinonyx, či šavlozubé kočkovité šelmy rodu Smilodon a Homotherium. Dále zde žil pravlk obrovský (Canis dirus), sajga, velbloudovití (dva druhy již vyhynulých lam a Camelops). Dále se zde vyskytovali minimálně dva druhy bizonů, Cervalces scotti, Euceratherium, Bootherium, čtrnáct druhů z čeledi vidlorohovitých (z nichž již třináct druhů vyhynulo), koně, mamuti a mastodonti, Dasypus bellus a Glyptotherium. Kromě toho zde žili i obrovští bobři rodu Castoroides, stejně jako obrovští kondoři rodu Aiolornis a zástupci čeledi teratornovití.
Během vymírání na konci pleistocénu vymřelo 70 % severoamerických druhů megafauny. Příčiny této události jsou stále předmětem vědeckých diskuzí. Kromě klimatických změn mohl mít na místní megafaunu vliv i příchod lidí migrujících z Asie. Kultura Clovis je nejstarší a nejrozšířenější archeologickou kulturou v Novém světě. Datována je do období před 13 150 až 12 850 lety. Známá je především díky velkým rýhovaným kamenným hrotům kopí. Někteří vědci přisuzují vyhynutí megafauny činnosti této kultury a také nárůstu lidské populace, který vedl k zintenzívnění lovu. Většina vědců usuzuje, že k vymření megafauny přispěly jak antropogenní vlivy, tak i změny klimatu. Je také potřeba vzít v úvahu, že důvody vyhynutí se mohou u jednotlivých druhů lišit. Doba vyhynutí megafauny a přítomnost lidí však nekorelovaly na celém území Severní Ameriky, což znamená, že je nutné každou oblast posuzovat samostatně.
Mezi druhy, jejichž vymizení bylo pravděpodobně nejvíce způsobeno přítomností člověka, patří mamut, kůň a šavlozubé kočkovité šelmy. Populace mamutů a koní byly zasaženy nadměrným lovem, zatímco šavlozubý tygr byl ovlivněn snižujícím se množstvím dostupné kořisti, jejichž populace byla snižována činností člověka. Naopak vyhynutí mastodonta pravděpodobně s činností člověka nesouviselo.

#### Aljaška
Na Aljašce ležící v severozápadní části Severní Ameriky došlo k vymření pleistocenních druhů megafauny dříve než v jiných částech Ameriky. To mohlo být dáno buď vyhynutím těchto druhů nebo jejich migrací z této oblasti. K vymizení megafauny zde došlo přibližně o 1 až 4 tisíce let dříve, než zde byla zaznamenána lidská přítomnost. Z tohoto důvodu je jejich vymizení spojováno s klimatickými změnami.

#### Oblast Velkých jezer
Podle dochovaných dokladů bylo odhadnuto, že se přítomnost lidí s existencí megafauny v oblasti Velkých jezer překrývala přibližně 7 tisíc let. Jen z tohoto překryvu nelze odvozovat, že jediným důvodem vymizení megafauny byla činnost člověka. Podle mnoha důkazů měly klimatické změny zásadní dopad jak na megafaunu tak na zde usazené lidi.

#### Západní pobřeží
Pobřeží Tichého oceánu patřilo v Severní Americe k oblastem, kde se usazovali první lidé, kteří přišli na tento kontinent. To bylo pravděpodobně dáno skutečností, že lidé osídlovali Ameriku trasami vedoucími podél pobřeží Tichého oceánu. Ovšem z této oblasti máme pouze málo dokladů o interakci lidí s původní megafaunou. Jedním z důvodů může být komplikované získávání vzorků v důsledku vzestupu hladiny moře, které zatopilo původní pobřežní lokality.

### Jižní Amerika

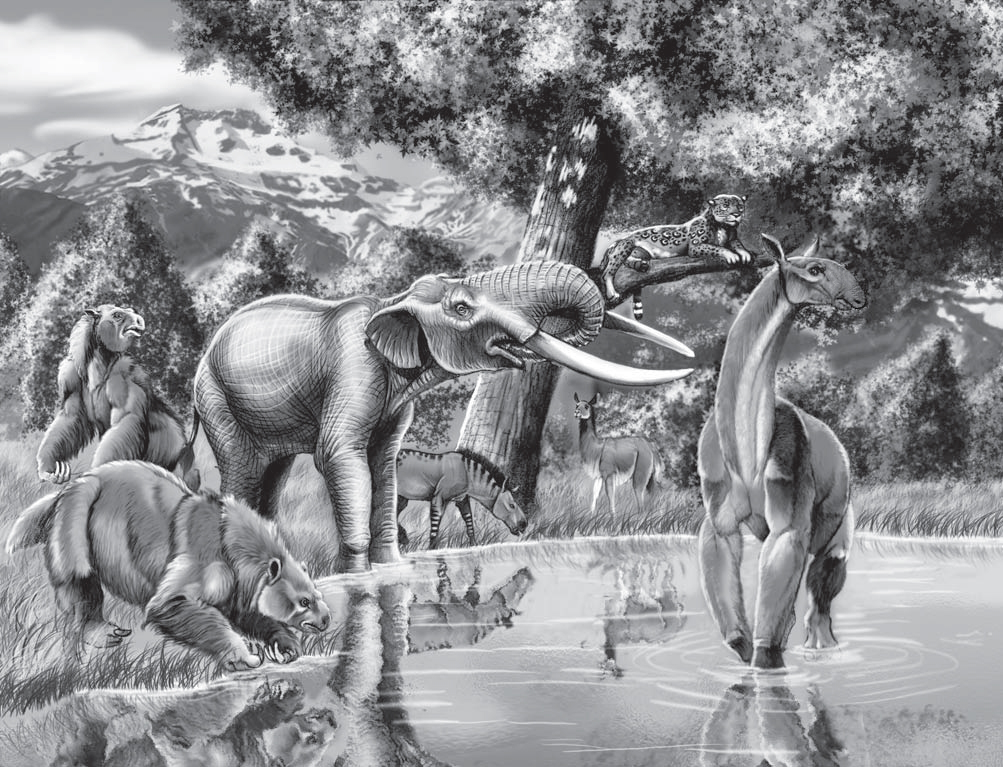
Rekonstrukce laguny ve středním Chile na konci pleistocénu

Ještě v období před 10 000 lety žilo na území Jižní Ameriky mnoho druhů megafauny z nichž mnohé nemají žádné pokračovatele. V Jižní Americe žili medvědi, šavlozubé kočkovité šelmy, velké kapybary a lamy. Kromě toho zde žili i velcí pozemní lenochodi, druhy podčeledi Glyptodontinae podobní obrněným pásovcům a zvířata podobná velbloudům a nosorožcům (Huayqueriana a Toxodontidae). Tato zvířata vyhynula během kvartéru, kdy zmizely všechny druhy jihoamerických savců těžší než 1 tuna. Důvody jejich vymření nebyly dosud s konečnou platností vysvětleny a jsou tématem vědeckých debat.
Během kenozoika byl kontinent Jižní Ameriky po mnoho milionů let izolován, což mělo významný dopad na složení jeho fauny. Tato izolace napomohla k vývoji druhů, které nebyly nikde jinde na Zemi objeveny. Přibližně před 3 miliony let došlo k velké americké biotické výměně díky Panamské šíji, která umožnila promíšení severoamerických a jihoamerických druhů. Toto smíchání vytvořilo nové příležitosti pro expanzi, zvýšila se konkurence a došlo i k nahrazení původních druhů. Žil zde například obří pozemní lenochod Megatherium. Dalšími zástupci jihoamerické fauny byli zástupci řádu Litopterna, Macrauchenia, Cuvieronius, Deodecurus, Glyptodon, Hippidion a Toxodon. V oblasti ležící jižně od Patagonie žil také Stegomastodon. Hlavními predátory v Jižní Americe byl Smilodon a Arctotherium.

### Eurasie

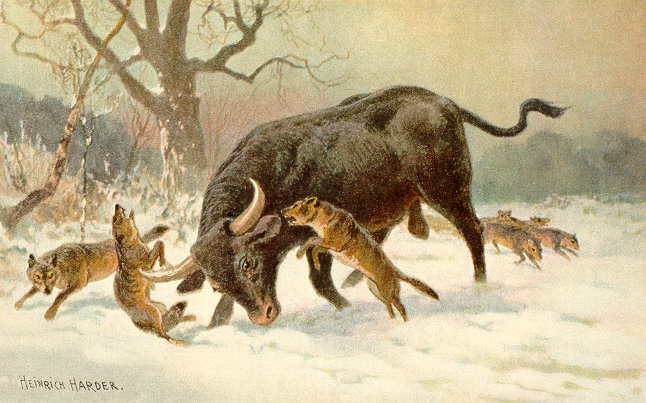
Malba Heinricha Hardera zobrazující pratura napadeného smečkou vlků

Některé euroasijské druhy megafauny se podobaly těm severoamerickým. Mezi nejvýznamnější euroasijské druhy patřil mamut srstnatý (Mammuthus primigenius), Mammuthus trogontherii, Palaeoloxodon antiquus, Hippopotamus antiquus, pratur (Bos primigenius), bizon pravěký (Bison priscus), lev jeskynní (Panthera spelaea), medvěd jeskynní (Ursus spelaeus), hyena jeskynní (Crocuta crocuta spelaea), Homotherium, Megaloceros giganteus, Ursus maritimus tyrannus, nosorožec srstnatý (Coelodonta antiquitatis), Stephanorhinus kirchbergensis, Stephanorhinus hemitoechus a nosorožec jednorohý (Elasmotherium).

#### Analýza extinkce
Dvě velké události, ke kterým došlo na konci pleistocénu, ovlivnily druhy, které obývaly euroasijské území. Jednalo se o poslední dobu ledovou a příchod Homo sapiens z Afriky. Tyto dvě události vedly k selektivnímu a intenzivnímu vymření výše zmíněných druhů velkých savců. Existují hypotézy, že vymírání euroasijských druhů na konci pleistocénu do značné míry způsobil člověk svým nadměrným lovem. Lovci v mladém paleolitu používali nástroje a projektilové zbraně, které dokázaly vrhat na kořist i o velikosti mamuta. S rychle rostoucí populací lidí rostla i jejich spotřeba a množství lovené zvěře rostlo úměrně s rostoucí lidskou populací. Navíc ve stejné době čelily druhy euroasijské megafauny měnícím se klimatickým podmínkám.
Severní část Eurasie během středního a pozdního pleistocénu, tedy před přibližně 700 000 až 10 000 lety, neustále čelila změnám klimatu od rozsáhlého zalednění a chladného klimatu po interglaciální období s mírným podnebím. Většina zvířat v pleistocénu vymřela v období přibližně před 15 000 až 10 000 lety. V tomto období docházelo k významných změnám ve vegetaci, zejména byly rozsáhlé stepní oblasti nahrazeny lesy. Tyto změny mohly také hrát klíčovou roli při pleistocenním vymírání druhů.

### Austrálie

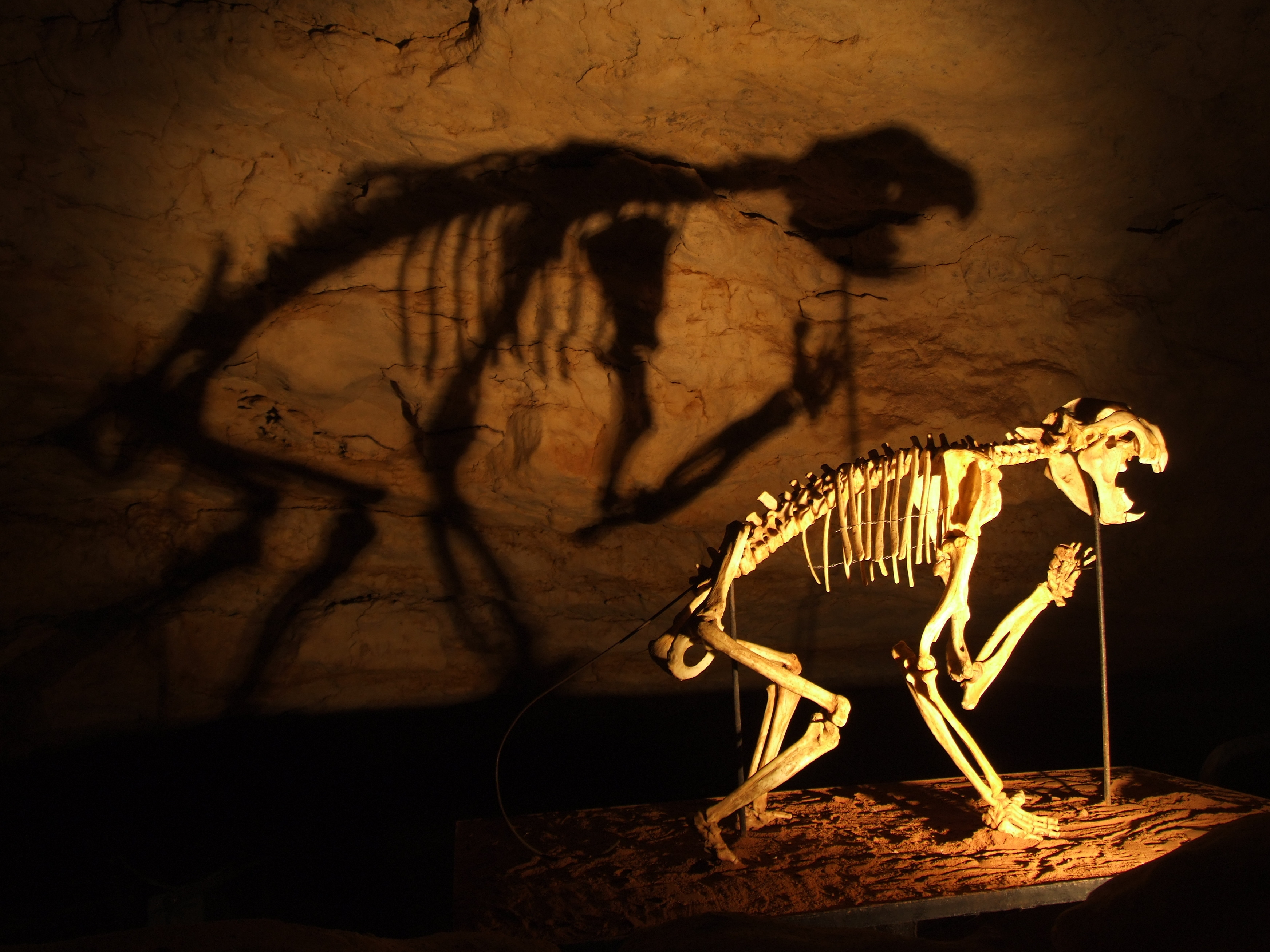
Thylacoleo carnifex

Poslední doba ledová nastala v pleistocénu a způsobila snížení hladiny moří. Nízká hladina moře odhalila celý Sahulský šelf, spojující Austrálii s Novou Guineou a Tasmánií. Charakteristickými zástupci australské megafauny byli vačnatci, ptakořitní, krokodýli, želvy, varani a nelétaví ptáci. V pleistocenní Austrálii žili klokani rodu Procoptodon, vombat Diprotodon či vačnatý lev Thylacoleo carnifex, nelétavý pták rodu Genyornis, pětimetrový had Wonambi a varan Varanus priscus. Od doby před 450 000 lety vyhynulo 88 druhů australské megafauny.
Existuje několik hypotéz vysvětlujících důvody vyhynutí australské pleistocenní megafauny. Většina studií uvádí jako důvod vymírání změnu klimatu nebo lidskou činnost, ale mezi vědci neexistuje shoda ohledně toho, který z těchto faktorů měl větší dopad. Nedostatek spolehlivě datovaných kosterních depozitů ztěžoval rekonstrukci časových linií pro vyhynutí megafauny v určitých oblastech, což vedlo k neshodám mezi vědci ohledně datace vyhynutí jednotlivých druhů.
Několik studií dokládá, že příčinou extinkce pleistocenních druhů v Austrálii byly klimatické změny. Jedna skupina vědců analyzovala zkamenělé zuby nalezení v Cuddie Springs v jihovýchodní Austrálii. Podle analýzy izotopů kyslíku změřili ariditu a analýzou izotopů uhlíku a analýzou textury zubních mikročástic odvodili složení potravy megafauny a tehdejší složení vegetace. Během středního pleistocénu dominovaly v jihovýchodní Austrálii býložravci, včetně druhů konzumujících rostliny C4. V pozdním pleistocénu se složka rostlin C4 významně snížila. Tato změna mohla být způsobena stále suššími podmínkami, které mohly vést k dietním omezením. Další izotopické analýzy skořápek vajec a zubů vombatů také poukazují na pokles vegetace rostlin C4. Tyto změny klimatu mohly stresovat megafaunu a přispět k poklesu její populace.
Její vyhynutí mohla způsobit také lidská činnost, i když je tato hypotéze bouřlivě diskutována. Aby bylo možné s jistotou určit, že za vymírání mohou lidé, musí být splněna tři kritéria. Za prvé musel daný druh vyhynout před významnou klimatickou událostí, ale po lidském osídlení daného území. Za druhé pokud změna klimatu během zkoumaného období nebyla významnější než změna klimatu během předchozího období, pak pravděpodobně v takovém období nedošlo k vymírání kvůli změnám klimatu. A za třetí musela v době příchodu lidí na dané území stále existovat megafauna. Pak je v takovém případě možné, že jejich vymření způsobila lidská činnost.
Někteří vědci se domnívají, že lidé nebyli příčinou vyhynutí megafauny v Sahulu. Za viníka považují změny klimatu a tvrdí, že většina druhů megafauny se neobjevuje ve fosilních záznamech od doby před 95 000 lety, kdy do oblasti přišli lidé. Kromě toho tvrdí, že dlouhodobá aridifikace kontinentu vedla k postupným ztrátám začínajícím v období před 130 000 lety a pokračující vymíráním po zbytek pleistocénu. Přesto tito vědci nevylučují antropogenní vliv úplně. Podle studie na základě nálezů interakce mezi člověkem a megafaunou v Cuddie Springs, mohou lidé za pokles populace v případě 13 % druhů, které žily v této oblasti.
Jiní badatelé tvrdí, že u většiny druhů je archeologicky doložený vliv lovecké činnosti lidí vzácný a diskutabilní. Jednou z nejvýznamnějších výjimek je pták Genyornis. Nálezy skořápek jeho vajec z období před 54 000 až 47 000 lety nesou stopy zuhelnatění, které svědčí o tom, že je tehdejší lidé zahřívali na ohni. Stejné období odpovídá i poklesu populace tohoto ptáka a jeho postupné vymření. Podobné stopy po zuhelnatění byly objeveny také u vajec emu pocházejících ze stejné doby. Tyto vaječné skořápky svědčí o příchodu a rychlém šíření lidí v Sahulu. Navzdory důkazům o interakci mezi lidmi a Genyornisem neexistuje mnoho důkazů, které by naznačovaly, že došlo k významným interakcím mezi lidmi a jinými druhy megafauny. Někteří vědci tuto skutečnost interpretují tak, že lidé nezpůsobili většinu pleistocenní extinkce v Austrálii.
Jiní vědci však s těmito závěry nesouhlasí a tvrdí, že existuje dostatek důkazů, že lidská činnost byla hlavní příčinou vyhynutí mnoha druhů megafauny. Tvrdí, že nedostatek dochovaných důkazů o lovu neznamená, že byl lov v pleistocénu zanedbatelný. Předpokládají, že archeologické důkazy o lovu zvířat, která brzy po příchodu člověka vyhynula, by měly být spíše zanedbatelné, i když měl tento lov rozsáhlý ekologický dopad. Doba interakce mezi lidmi a megafaunou tak byla v porovnání k celému archeologickému záznamu Sahulu velmi malá. Kromě toho by byly počty ulovených zvířat nejvyšší brzy po příchodu lidí, kdy byla populace megafauny velká. Lidská populace by v té době byla malá a v důsledku toho by nebyla v archeologickém záznamu tak znatelná.

### Ostrovy

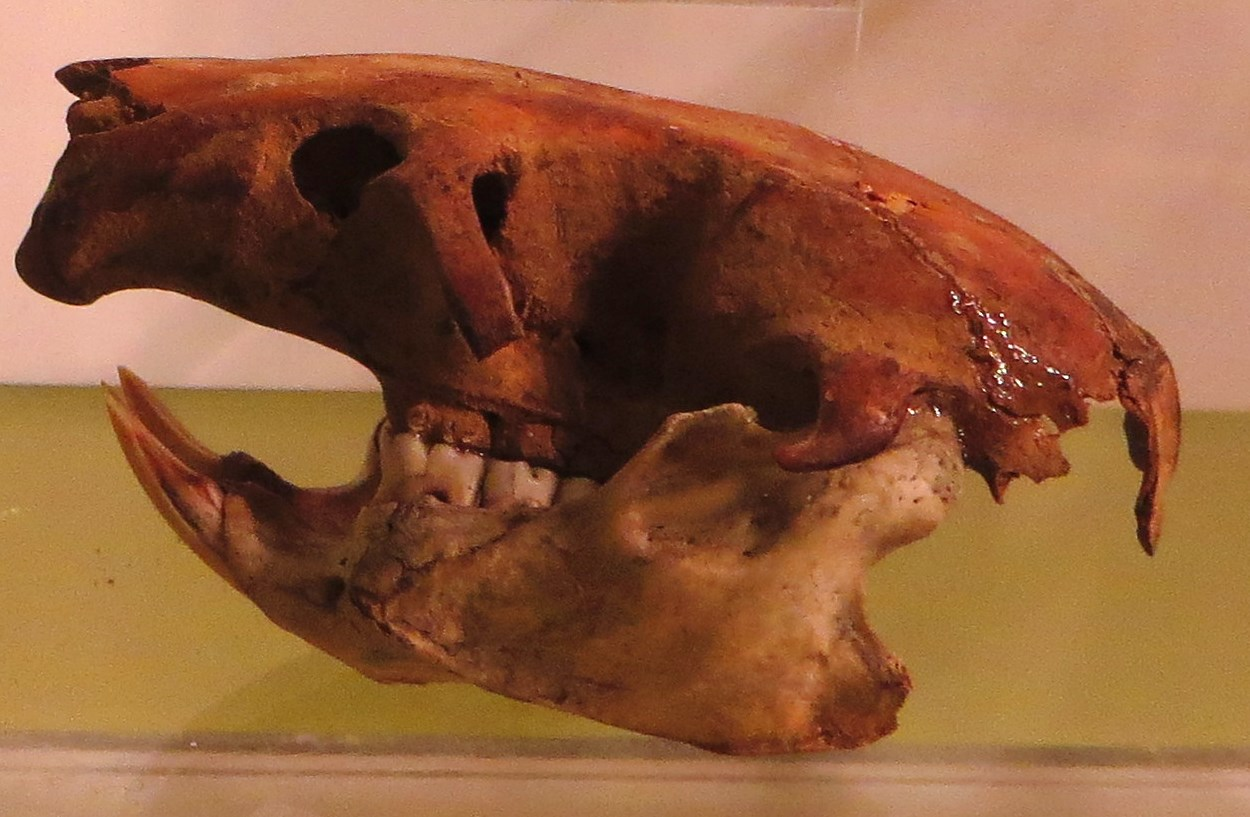
Lebka Canariomys bravoi

Mnoho ostrovů mělo v pleistocénu jedinečnou megafaunu, která vyhynula po příchodu lidí během posledních několika tisíciletí a století. Mezi tuto megafaunu patřila trpasličí verze mamuta srstnatého (Mammuthus primigenius), která žila na Wrangelově ostrově, na aljašském Saint Paul Islandu a na kalifornských Channel Islands. Dále to byli obří ptáci dříve obývající Nový Zéland, jako moa (Dinornithidae) či orel Haastův (Harpagornis moorei), nebo mnoho druhů na Madagaskaru, jako obří lemuři, včetně Megaladapis, Palaepropithecus a Archaeoindris, tři druhy hrochů Malagasy hippopotamus, dva druhy obřích želv, krokodýl rodu Voay a obří pták Aepyornis. Patří sem také pět druhů obřích želv z Maskarén, trpasličí Stegodon z ostrova Flores a mnoha dalších ostrovů, suchozemské želvy Meiolaniidae a krokodýli Mekosuchinae z Nové Kaledonie, obří nelétavé sovy Tyto pollens a Ornimegalonyx či trpasličí lenochodi Megalocnus z Karibiku. Dále to byly obří nelétavé husy a kachny moa-nalo na Havaji, a trpasličí sloni a trpasličí hroši na středomořských ostrovech. Také Kanárské ostrovy byly obydleny endemickou megafaunou, mezi kterou patřili vyhynulí Gallotia goliath, Canariomys bravoi, Canariomys tamarani, Centrochelys burchardi a Centrochelys vulcanica.